# Dantu (crater)
Dantu este un crater mare de pe Ceres, situat în Vendimia Planitia. Este înconjurat de un număr de facule minore, care împreună formează Pata Luminoasă 2.

## Etimologie
Craterul poartă numele lui Dantu, păstrătorul timpului și primul zeu al plantării (meiului) al poporului Gã din Accra, Ghana.

## Formare
Se crede că Dantu a format acum 230+30
−30 Ma (milioane de ani), pe baza cantității de impacturi prezente în păturile sale de resturi.

## Caracteristici fizice
Marginile lui Dantu sunt destul de puternic erodate, cea mai mare parte a marginii de nord-est s-a prăbușit complet. Datorită vârstei relativ mici a lui Dantu, podeaua craterului său este netedă, cu puține cratere suplimentare prezente în el. Fundul lui Dantu găzduiește și un sistem de fracturi, care sunt localizate în mare parte în sudul craterului.
Centrul lui Dantu găzduiește un vârf, cu un complex de inele în jurul vârfului menționat. Majoritatea craterelor-gropi ale lui Dantu înconjoară această formă de relief, craterele-gropi menționate având în mare parte între 400 și 900 de metri în diametru.